# Salmanazar III
Salmanazar III (Salmānu-ašarēd, « Le dieu Salmanu est prééminent ») est roi d’Assyrie de 858 à 824 av. J.C. Succédant à son père Assurnasirpal II, il poursuit et parachève la période de reconquête par l'Assyrie des terres qu'elle avait perdues deux siècles auparavant, consolidant sa domination sur la Haute Mésopotamie et une partie du Levant. Sa fin de règne est néanmoins marquée par une guerre civile qui ouvre une période d'arrêt de l'expansion assyrienne.

## Règne

### Campagnes militaires
Son long règne est une constante et ambitieuse série de campagnes agressives contre les tribus orientales[Lesquelles ?], les Babyloniens, les nations du Levant (royaumes néo-hittites et araméens entre-autres), ainsi que le Kizzuwatna (Cilicie) et l'Urartu. Son armée atteint le lac de Van au nord, les Monts Taurus à l'ouest et Damas au sud-ouest. Il entre en conflit avec les différents royaumes des différentes régions qu'il chercher à atteindre, à l'exception d'une campagne en Babylonie où il cherche plutôt à porter assistance à son homologue en difficulté.

#### Urartu
Dans les premières années de son règne, suivant la continuité de son père, Salmanazar III entreprend des campagnes dans le récent royaume d'Urartu (en actuelle Turquie orientale) où il défait le souverain Arame. L'expédition s'achève par la prise de la capitale de celui-ci, Arzashkun. Même si la campagne s'avère être une victoire, elle ne permet pas d'affaiblir durablement le royaume. L'émergence d'une entité politique puissante autour du lac de Van est vraisemblablement une réaction aux initiatives assyriennes, qui ont donc involontairement contribué à la formation du royaume d'Urartu.

#### Bataille de Qarqar
En 853 av. J.-C., Salmanazar III doit faire face à une grande coalition formée par les royaumes d'Égypte, de Hamath, Arvad, des Ammonites, le roi d’Israël Achab (871-851 av. J.-C.) et d'autres États voisins, sous la direction du roi Hazael (876-832 av. J.-C.) de Damas. Salmanazar III est arrêté à Qarqar, sa volonté expansionniste devenant trop vulnérable pour les états du Proche-Orient. La bataille est revendiquée comme une victoire par le roi assyrien, mais c'est probablement un affrontement sans réel vainqueur.

#### Babylonie
En Babylonie, déjà soumise[Par qui ?], le roi Marduk-zakir-shumi Ier (855-819 av. J.-C.) manque d'être renversé par son frère. Il fait alors appel à l'assyrien pour résoudre la situation. Celui-ci l'aide à mater la rébellion et à garder son trône. Il poursuit même son offensive vers le sud, pillant les tribus chaldéennes.

#### Israël et Syrie

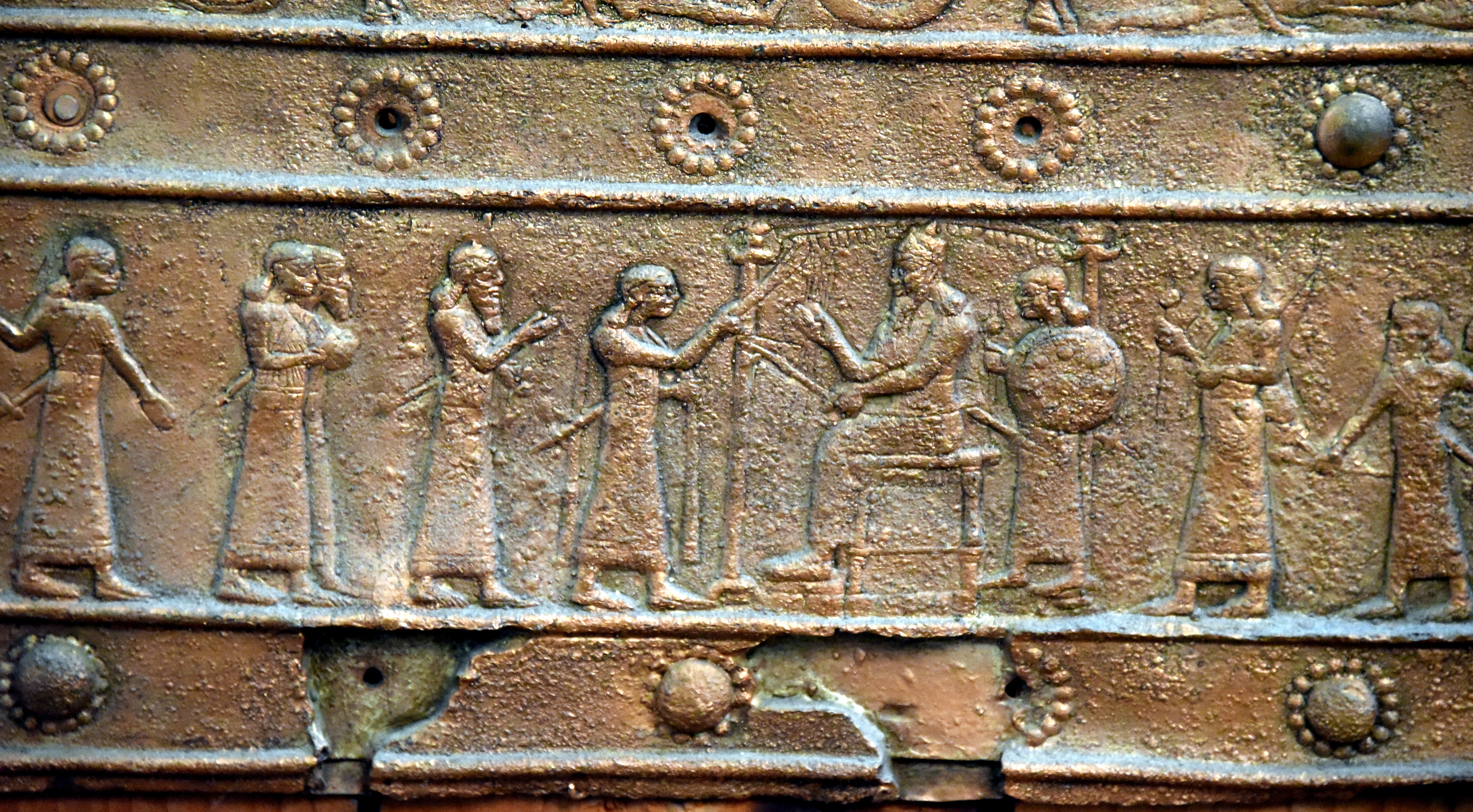
Représentation du souverain sur son trône lors d'une campagne militaire, portes de Balawat (British Museum).

Salmanazar III persévère dans ses tentatives de prendre le royaume d'Israël et la Syrie. C'est pourquoi d'autres batailles vont suivre en 849 et 846 av. J.-C. En 842 av. J.-C., il lance une campagne contre le royaume de Hamath et celui d'Aram-Damas, où il fait face au roi araméen Hazael et son fils Hadad VII (ou Hadadezer ou Ben-Adad II, 832-766 av. J.-C.), forçant ce dernier à se réfugier à l'intérieur des murs de sa capitale. Malgré cela, Salmanazar III ne parvient pas à prendre Damas. Il dévaste alors les royaumes d'Israël et de Juda (gouverné alors par Jéhu, dont les ambassadeurs sont représentés sur l'obélisque noir), ainsi que les villes phéniciennes. Le bilan des campagnes à l'Ouest est que le roi n'a pas été en mesure de mettre au pas durablement ses adversaires; La domination assyrienne sur l'ouest est donc précaire.
À un moment de son règne, il annexe le royaume araméen de Bit Adini (en), qui fut le principal rival de son père et prédécesseur.
Les multitudes de campagnes menées en Syrie lui ont permis d'entreprendre un lever de tribut régulier dans toute la région, pour affirmer sa suprématie. Les cités néo-hittites jusqu'au Taurus – dont Karkemish –, sont alors contraintes de lui rendre hommage.[réf. souhaitée]

#### Autres campagnes
En 836 av. J.-C., Salmanazar III envoie une expédition contre les Tibareni (Tabal), suivie en 832 av. J.-C. d'une autre contre la Cappadoce, puis l'Urartu. Le butin de ses campagnes permet d'embellir Kalhû (Nimrud), qui est devenue « Ville demeure du roi ». 
À l'est, les Assyriens rencontrent pour la première fois en 835 av. J.-C. des tribus mèdes, avec lesquelles les rapports semblent plutôt commerciaux,.

### Constructions

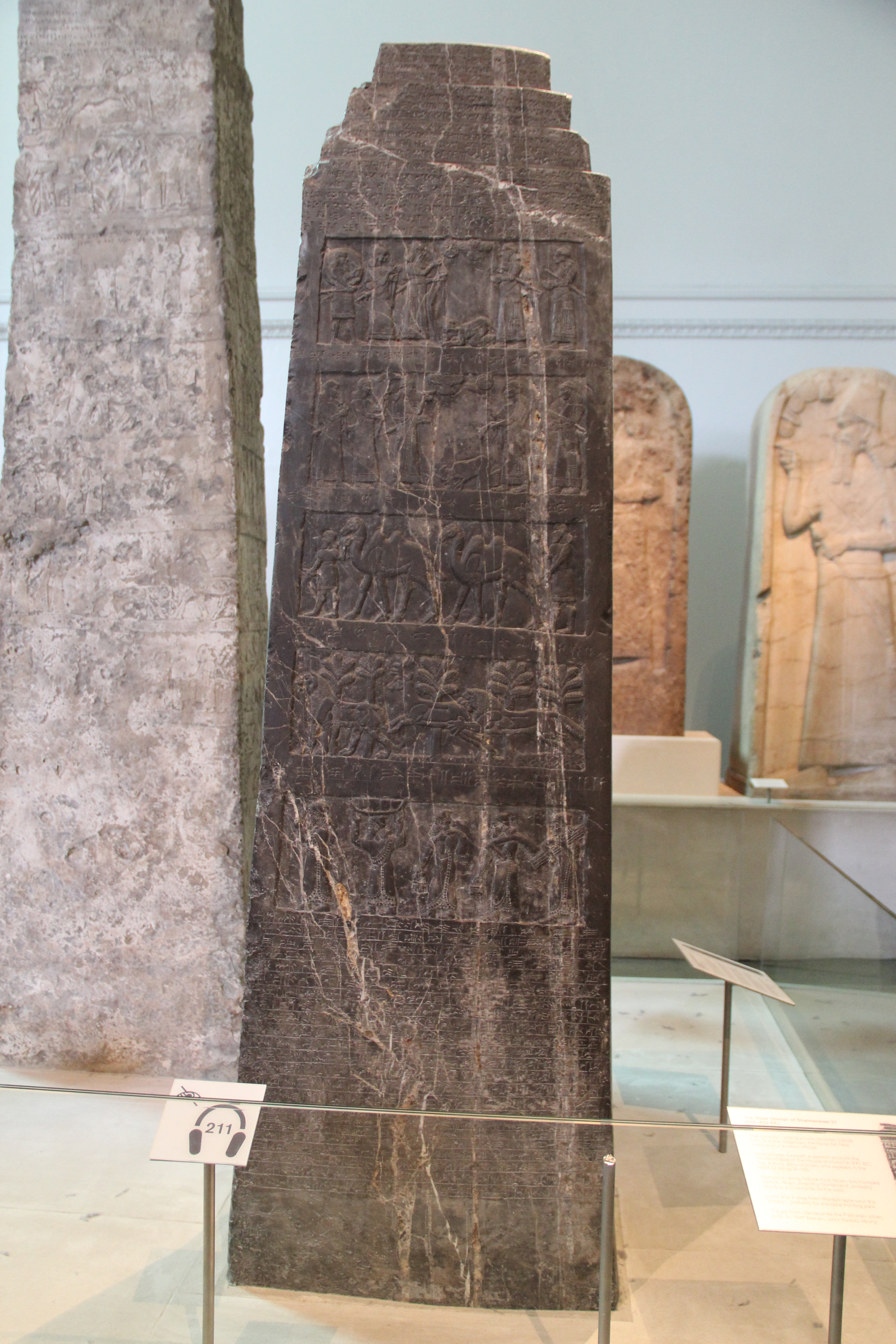
Photo de l'obélisque, British Museum

L'un des principaux récits de Salmanazar III sont contés sur l'obélisque noir qu'il a fait érigé durant son règne, qui raconte les hauts faits du règne du souverain. C'est un des obélisques assyriens les plus complets découverts à ce jour. Il a une grande importance historique, car on y lit probablement la plus ancienne référence à Jéhu, roi d'Israël, à moins que ce ne soit Joram,. Les textes et sculptures de ses quatre faces semblent indiquer que le monument fut érigé en 825 av. J.-C..
Salmanazar III construit également le palais de Balawat, dont les portes de bronze sont célèbres. Un bas relief de bronze y montre un sculpteur gravant l’image du roi sur un rocher au cours de son expédition aux sources du Tigre.

### Fin de règne
La fin du règne de Salmanazar III est marquée par une guerre civile. En 825 av. J.-C., Ninive et d'autres villes (27 selon des inscriptions) se révoltent contre lui, avec à leur tête son fils aîné, Assur-Danin-Pal. La guerre civile continue pendant deux ans et en 823 av. J.-C. la rébellion est enfin écrasée par Shamshi-Adad V (824-810 et le roi de Babylone de 812 à 811), un autre fils de Salmanazar III qui soutenait son père et qui lui avait succédé.

## Iconographie
Les plaques de bronze qui recouvraient les portes du palais de Balawat, près de Ninive, illustrent les campagnes et les victoires de Salmanazar III.

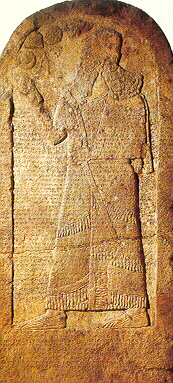
Monolithe de Kurkh, proclamant la supposée victoire de Salmanazar III à Qarqar, British Museum.
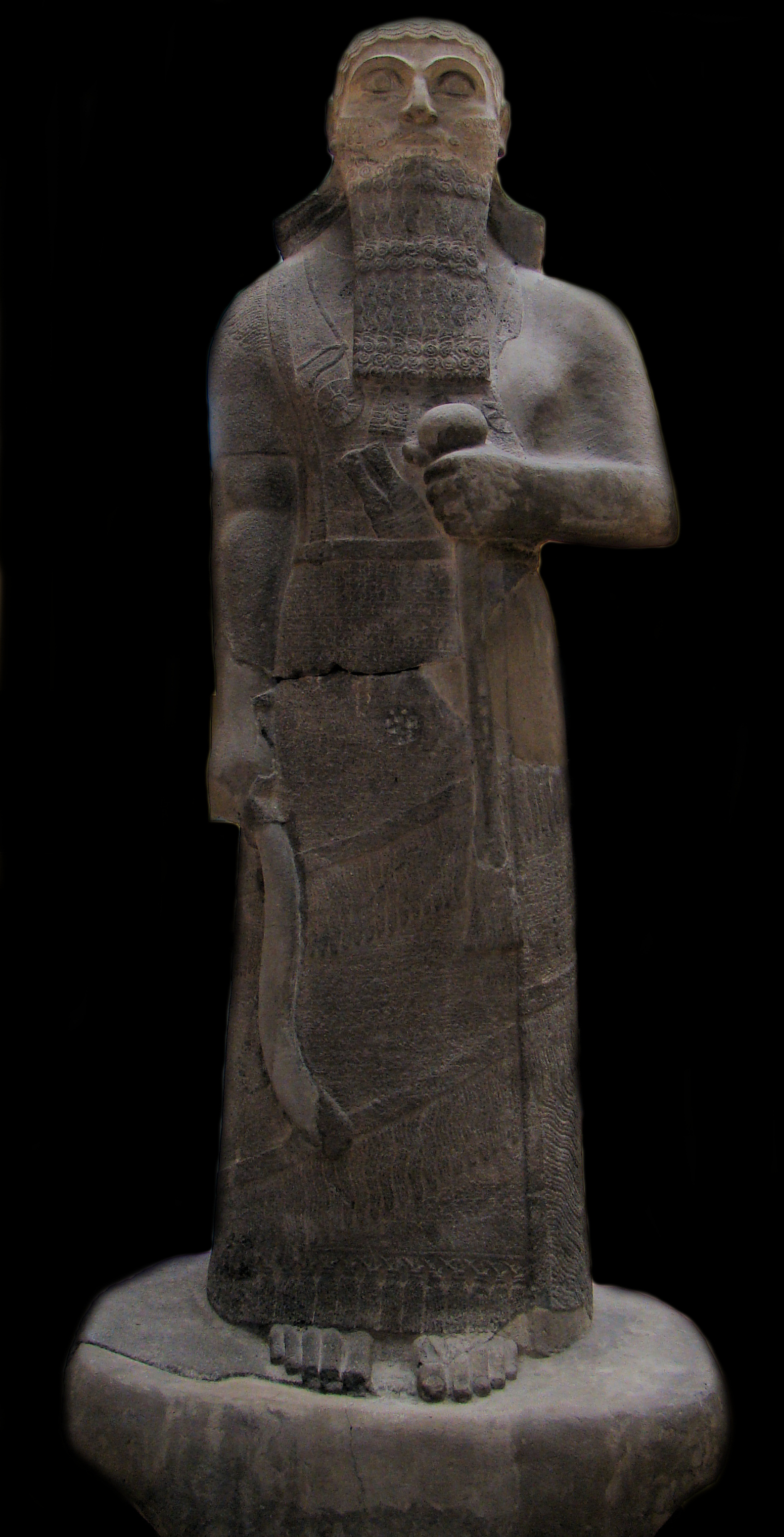
Statue du roi provenant d'Assur, Musée archéologique d'Istanbul.
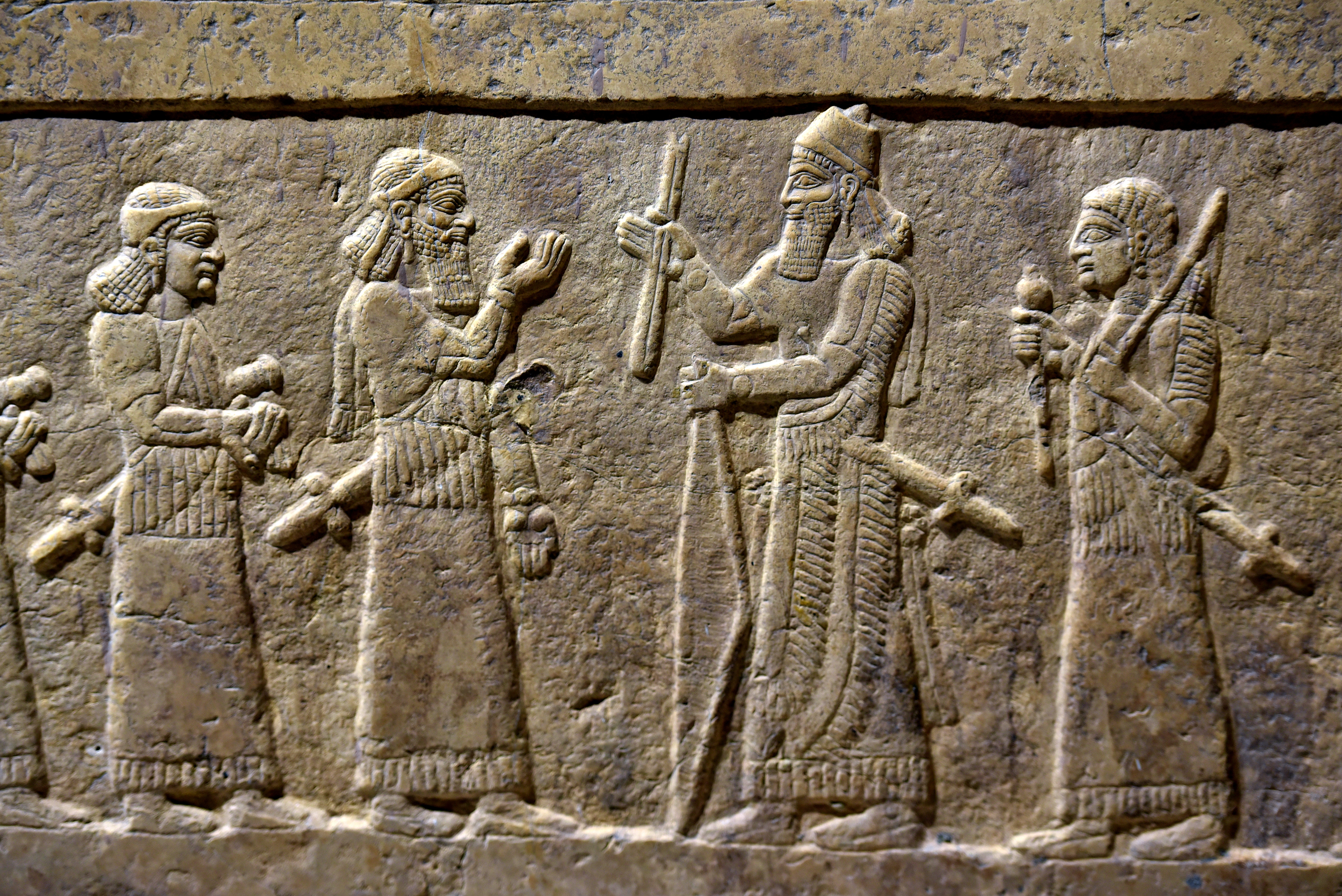
Bas-relief de l'estrade de la salle du trône de Fort-Salmanazar, face sud : Salmanazar III reçoit le tribut du chaldéen Musallim-Marduk du Bit-Amukkani. Musée national d'Irak.
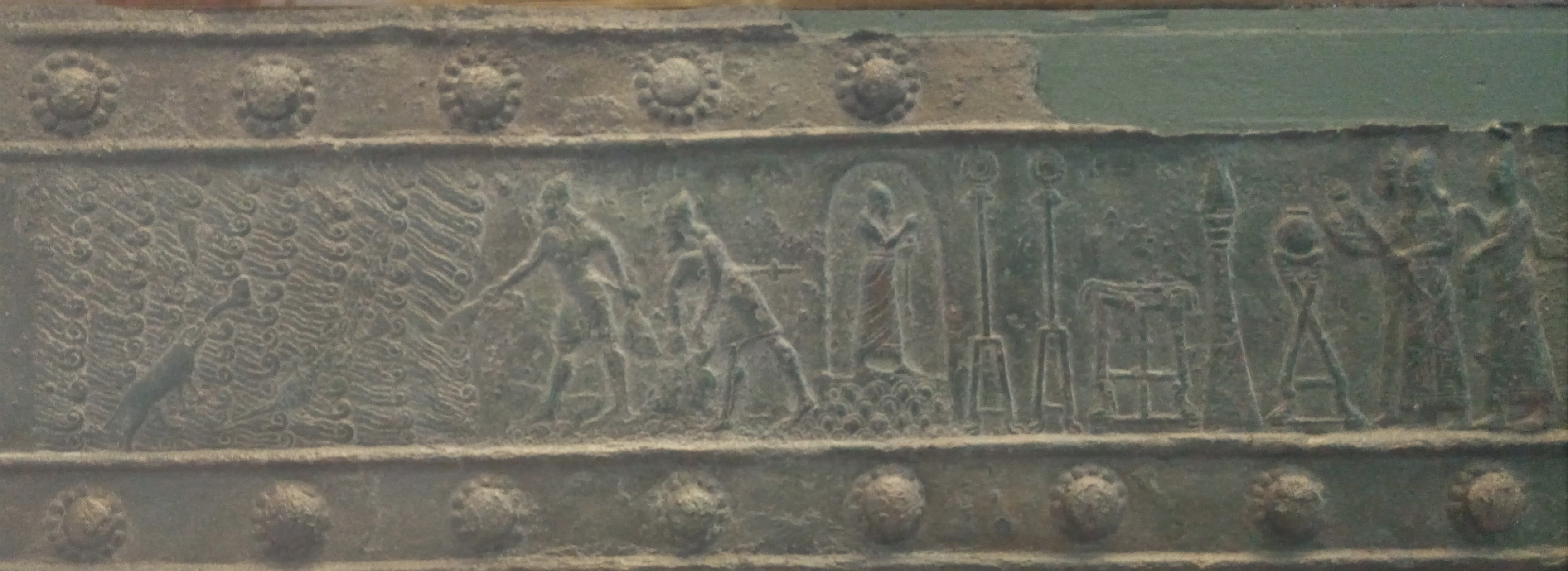
Consécration d'un bas-relief représentant le roi Salmanazar III sur les bords du lac de Van, et sacrifices à son intention. Bas-relief des portes de Balawat, British Museum.

### Inscriptions
- (en) A. Kirk Grayson, The Royal inscriptions of Mesopotamia. Assyrian periods Vol. 3 : Assyrian Rulers of the First Millennium B.C. II (858-745 BC), Toronto, Buffalo et Londres, University of Toronto Press, 1996, p. 5-179

### Période néo-assyrienne
- (en) Andrew Kirk Grayson, « Assyria : Ashur-Dan II to Ashur-Nirari V (954–745 B.C.) », dans John Boardman et al. (dir.), The Cambridge Ancient History, Part 1 : The Prehistory of the Balkans, the Middle East and the Aegean World, Tenth to Eighth Centuries B.C., Cambridge, Cambridge University Press, 1991, p. 238-281
- (en) Eckart Frahm, « The Neo‐Assyrian Period (ca. 1000–609 BCE) », dans Eckart Frahm (dir.), A Companion to Assyria, Malden, Wiley-Blackwell, 2017, p. 161-208
- Josette Elayi, L'Empire assyrien : Histoire d'une grande civilisation de l'Antiquité, Paris, Perrin, 2021, 352 p. (ISBN 978-2-262-07667-2)
- (en) Heather D. Baker, « The Assyrian Empire: A View from Within », dans Karen Radner, Nadine Moeller et Daniel T. Potts (dir.), The Oxford History of the Ancient Near East, Volume 4: The Age of Assyria, New York, Oxford University Press, 2023, p. 257-351

### Articles de synthèse
- (en) Heather D. Baker et Shigeo Yamada, « Salmānu-ašarēd », dans Heather D. Baker (dir), Prosopography of the Neo-Assyrian empire, Volume 3, Part I: P-Ṣ, Helsinki, Helsinki University Press, 2002, p. 1071-1078
- (en) Heather D. Baker, « Salmanassar III », dans Reallexikon der Assyriologie und Vorderasiatischen Archäologie, vol. XI, 2008, p. 581-585
- (en) Silvie Zamazalová, « Shalmaneser III, king of Assyria (r. 858-824 BC) », sur Nimrud : Materialities of Assyrian Knowledge Production - The Nimrud Project at Oracc.org, 2015 (consulté le 1er novembre 2015)
- Bertrand Lafont, Aline Tenu, Philippe Clancier et Francis Joannès, Mésopotamie : De Gilgamesh à Artaban (3300-120 av. J.-C.), Paris, Belin, coll. « Mondes anciens », 2017

### Études spécialisées
- (en) Wilfried G. Lambert, « The Reigns of Aššurnaṣirpal II and Shalmaneser III: An Interpretation », Iraq, vol. 36,‎ 1974, p. 103-109.
- (en) Shigeo Yamada, The Construction of the Assyrian Empire: A Historical Study of the Inscriptions of Shalmaneser III (859-824 BC) Relating to His Campaigns in the West, Leyde, Brill, 2000
- (en) Mario Liverani, « Assyria in the Ninth Century: Continuity or Change? », dans G. Frame et L. Wilding (dir.), From the Upper Sea to the Lower Sea: Studies on the History of Assyria and Babylonia in Honour of A. K. Grayson, Istanbul et Leyde, The Netherlands Institute for the Near East, 2004, p. 213-226
- (en) Alina Ayvazian, « The Urartian Empire », dans Daniel T. Potts (dir.), A Companion to the Archaeology of the Ancient Near East, Malden et Oxford, Blackwell Publishers, coll. « Blackwell companions to the ancient world », 2012